# Přídolí
Přídolí (deutsch Priethal) ist eine Minderstadt im Okres Český Krumlov in Tschechien. Sie liegt fünf Kilometer südwestlich von Český Krumlov.

## Geographie
Přídolí liegt an einer Nebenstraße, die von Český Krumlov nach Kaplice führt. Nachbarorte sind Zahrádka und Malčice im Nordosten, Dolní Planě im Osten, Sedlice und Zahořánky im Südosten, Zaluži und Práčov im Süden, Větřní im Westen sowie Slupenec, Nové Spolí und Český Krumlov im Nordwesten.

### Gemeindegliederung
Die Gemeinde Přídolí besteht aus den Ortsteilen:
- Dubová (Stubau)
- Práčov (Potzen)
- Přídolí (Priethal)
- Sedlice (Sedlitz)
- Spolí (Pohlen)
- Všeměry (Schömern)
- Zahořánky (Kaltenbirken)
- Záluží (Allusch)

Zu Přídolí gehören außerdem die Wohnplätze Brusnické Chalupy (Waldhäuser), Hamr (Roßnitzhütten), Machovice (Machowitz), Osek (Ossek), Silniční Domky (Straßenhäuser), Suchý Dvůr (Dürnhof) und Zátes (Attes). 
Auf dem Gemeindegebiet befinden sich die Wüstungen Lověšice (Lobiesching) und Lověšické Rovné (Lobieschinger Ruben). Grundsiedlungseinheiten sind Dubová, Lověšice, Práčov, Přídolí, Sedlice, Spolí, Všeměry, Zahořánky und Záluží.
Das Gemeindegebiet gliedert sich in die Katastralbezirke Lověšice, Malčice-Osek, Přídolí, Spolí, Všeměry und Zátes.

### Nachbargemeinden
| Český Krumlov |                                             | Mirkovice      |
| Větřní        | Kompassrose, die auf Nachbargemeinden zeigt | Věžovatá Pláně |
|               | Rožmitál na Šumavě                          |                |

## Geschichte

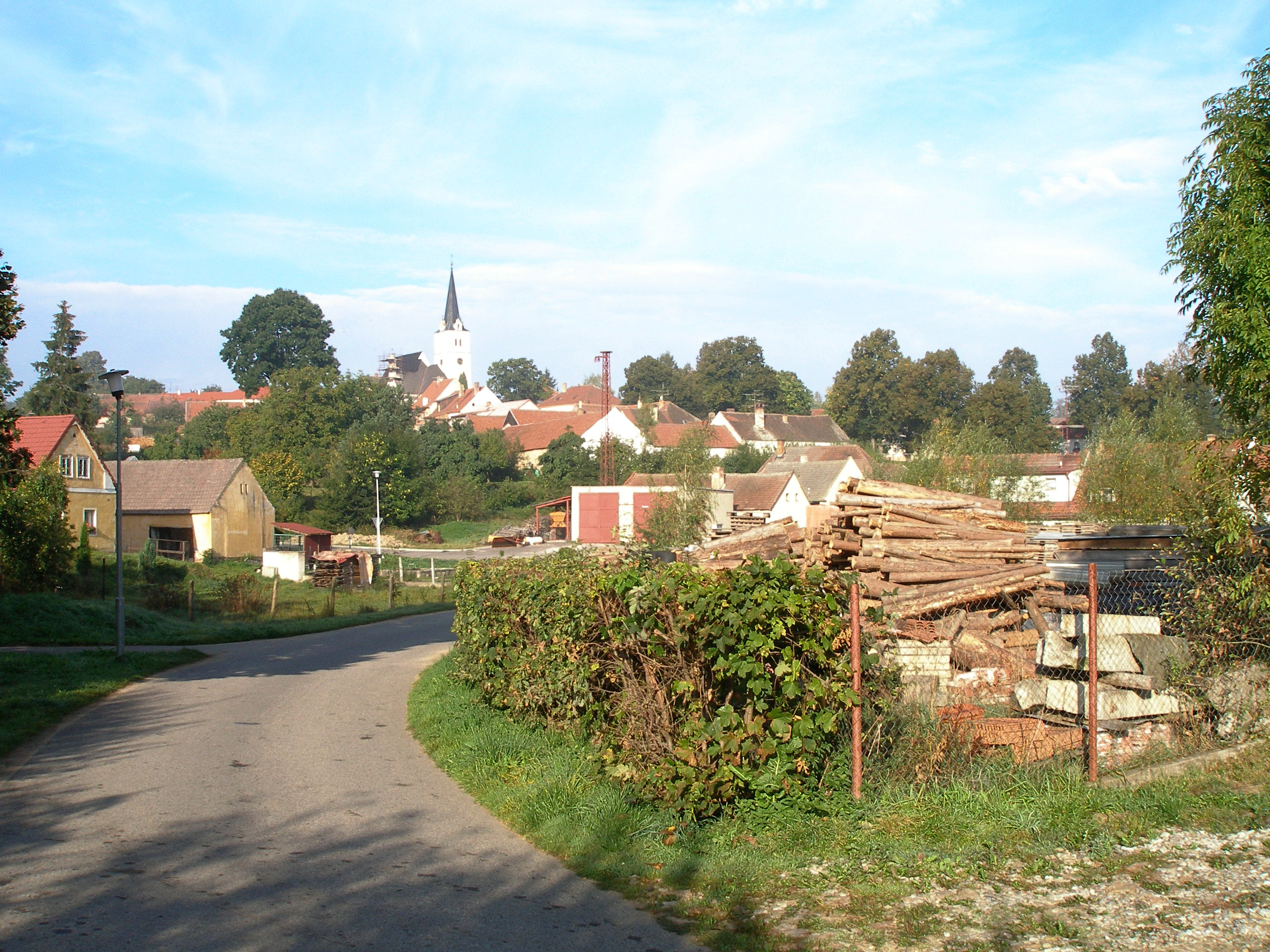
Gesamtansicht

Přídolí entwickelte sich als wichtiger Stützpunkt entlang des Linzer Steigs, eine der Routen des Salzhandelwegs nach Norden. Im ersten Drittel des 13. Jahrhunderts gab es dort bereits eine hölzerne Festung, und im Jahr 1231 wurde ein Salzlager angelegt.
Die erste schriftliche Erwähnung des Namens Přídolí erfolgte 1220 als lateinisch „Predol“, als Witiko/Vítek von Prčice das Dorf Kojetín erwarb und der Pfarrer Bohuslav Vitus de „Predol“ als Zeuge aufgeführt ist. Es war im Besitz des Rosenberger Zweigs der Witigonen und soll um 1230 die größte besiedelte Ortschaft in Südböhmen gewesen sein. Deshalb wird angenommen, dass der Ort wesentlich früher gegründet worden war. 1231 wurde Priethal vom Heer des Passauer Bischofs belagert. 1259 stiftete es Wok von Rosenberg dem von ihm gestifteten Kloster Hohenfurth. Am 23. Mai 1259 bestätigte der Prager Bischof Johann mit einer in Moldautein ausgestellten Urkunde das ebenfalls an das Kloster übergegangene Patronat über die Priethaler Kirche. Nachdem der Krumauer Familienzweig der Witigonen 1302 mit Wok II. von Krumau erlosch, übergab König Wenzel II. deren Besitzungen an Heinrich I. von Rosenberg, der seine Residenz von der Burg Rosenberg auf die Burg Krumau verlegte, so dass Priethal nachfolgend zur Herrschaft Krumau bzw. ab 1623 zum Herzogtum Krumau gehörte.
1336 wurde Priethal in den Rang eines Städtchens erhoben. Während der Hussitenkriege wurde es mehrmals geplündert und niedergebrannt. Nach dem Dreißigjährigen Krieg gewährte die damalige Grundherrin Anna Maria von Eggenberg 1650 zwei Jahrmärkte und bestätigte Priethal den Status eines Städtchens, das um diese Zeit aus rund 500 Einwohnern bestand. Wegen des Mangels an weltlichen Priestern übernahmen 1666 die Zisterzienser des Klosters Hohenfurth die Seelsorge in der Pfarrei Priethal.
Das Patronat über das Kloster Hohenfurth und über die klösterlichen Besitzungen oblag bis 1822 den jeweiligen Besitzern der Herrschaft Krumau. In diesem Jahr gelang Abt Isidor Teutschmann die Loslösung von der Herrschaft Krumau. Damit übte das Kloster bis zur Aufhebung der Patrimonialherrschaft 1848 die weltliche Herrschaft über Priethal und die anderen Klosterbesitzungen aus. Nachfolgend wurde Priethal eine selbständige Gemeinde.
Nach der Gründung der Tschechoslowakei 1918 wurde ab dem Schuljahr 1926/27 eine Schulklasse für die tschechische Minderheit gebildet. Infolge des Münchner Abkommens wurde Priethal 1938 dem Deutschen Reich angeschlossen und gehörte bis 1945 zum Landkreis Krummau an der Moldau. Nach dem Zweiten Weltkrieg wurden die deutschen Bewohner vertrieben. Seit dem 23. April 2009 hat Přídolí wieder den Status eines Městys.

## Sehenswürdigkeiten

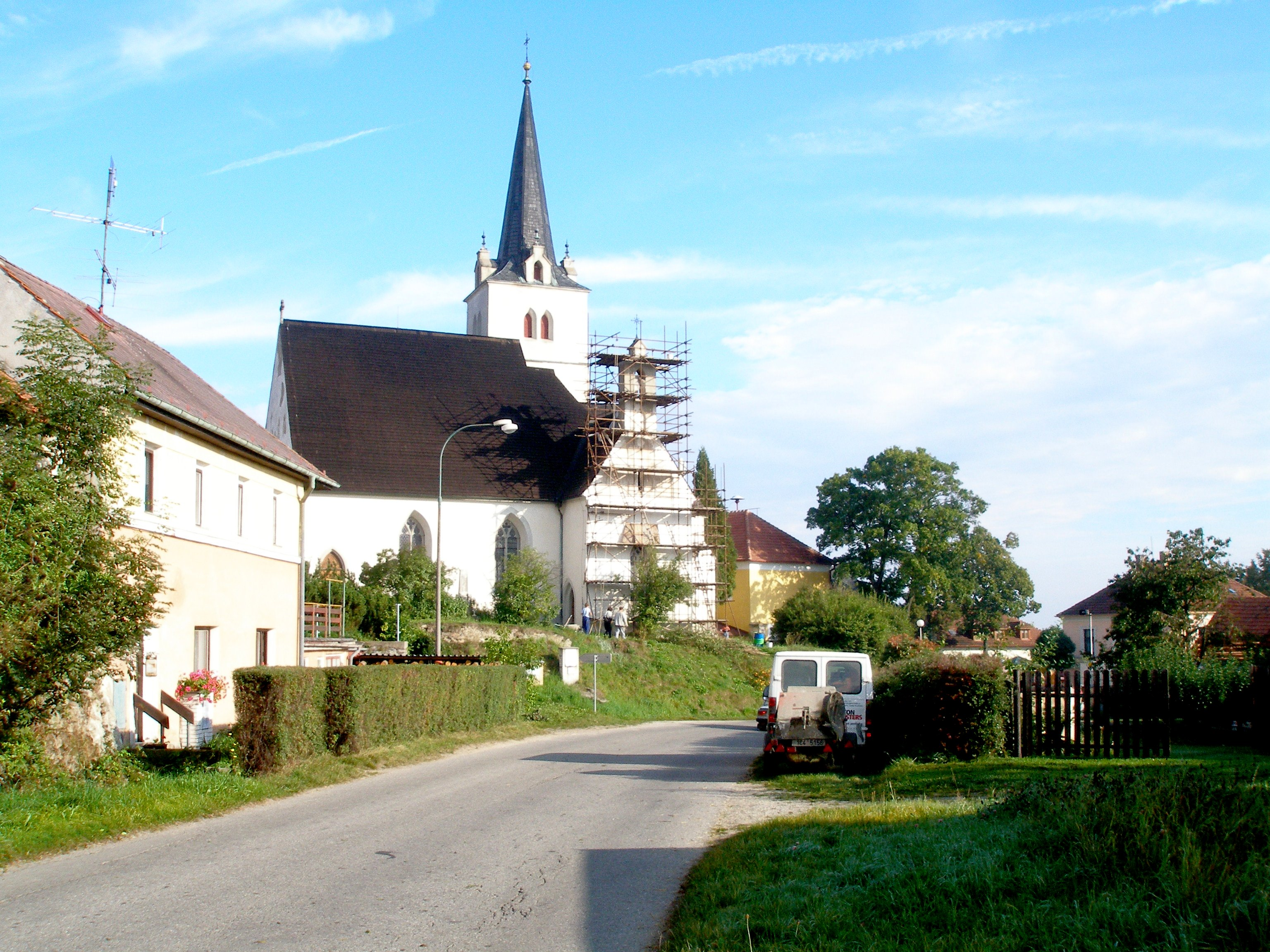
Kirche St. Laurentius

- Die St.-Laurentius-Kirche (Kostel Sv. Vavřinece) aus dem 14. Jahrhundert wurde mehrmals umgebaut und 1870 regotisiert.
- Der Pranger aus Granit stammt aus dem Jahre 1592 und befindet sich am Dorfplatz.